# 横浜市立桂台中学校
横浜市立桂台中学校（よこはましりつ かつらだいちゅうがっこう）は、神奈川県横浜市栄区桂台中にある公立中学校。

## 沿革
- 1978年（昭和53年） - 開校。

## 交通アクセス
- 横浜栄高校経由桂台中央行きバス「桂台中央」下車

## 周辺施設
- 桂台中学校周辺施設一覧